# Гремио Порто Алегре
„Гремио“ е бразилски футболен клуб от Порто Алегре. Стадионът на отбора се казва „Олимпико Монументал“ и има капацитет от 55 000 души.
Тимът играе в сино-черни цветове.

## История
На 7 септември, 1903 в Порто Алегре е основан „Спорт Клуб Рио Гранде“, който е първият бразилски футболен клуб на това място. Собственик на тима е Кандидо Диас.
На 15 септември, 1903 Кандидо Диас с още 31 души създават футболния клуб „Гремио“ в ресторант „Салао Грау“. За президент на отбора е избран Луиз Борер.
През април 1909 г. се появява още един отбор – „Интернасионал“. На 18 юли, 1909 г. се изиграва мач между двата отбора, в който „Гремио“ печели с 10:0. По това време все още е нямало съперничество между двата отбора, но и до днес феновете на „Гремио“ (Gremistas) си спомнят за този мач с голяма гордост.
През 1921 г. „Гремио“ за първи път печели шампионата на областта – Кампеонато Гаучо.
На 19 май 1935 г. „Гремио“ печели мач срещу „Сантош“ и става първият отбор от Рио Гранде до Сул, който побеждава клуб Paulista (клуб от Сао Пауло).
На 3 май 1981 г. клубът печели за първи път шампионата по футбол на Бразилия, след като побеждава ФК Сао Пауло на финала.
През 1983 г. футболистите на Гремио завоюват Интерконтиненталната купа. На финала на Копа Либертадорес те надвиват „Пенярол“ от Уругвай. В същата година след 2 – 1 срещу „Хамбургер ШФ“ те печелят и световното клубно първенство.
През 1989 „Гремио“ печели за първи път Купата на Бразилия, след като на финала побеждава „Спорт Клуб до Ресифе“. Легендарна е победата с 6:1 срещу „Фламенго“ в полуфинала на турнира.
Поради лош сезон през 1991 тима отпада в Серия Б, но се завръща отново сред елита през 1993 г.
През 1995 клуба печели за втори път Копа Либертадорес с треньор Луиш Фелипе Сколари. Съперник на финала им е „Атлетико Насионал Меделин“ от Колумбия.
На 15 декември, 1995 „Гремио“ празнува втората си бразилска купа, спечелена срещу „Португуеза“ във финалния мач.
След изключително слабия сезон през 2004 г. „Гремио“ отпада отново в Серия Б.На 26 ноември, 2005 г. Гремио печели невероятно драматичен мач срещу „Наутико“ с 1:0, след като 4-ма футболисти на тима от Порто Алегре са изгонени от игра. С тази победа те печелят шампионата на Серия Б и се завръщат отново сред елита. От 2006 г. „Гремио“ отново играе в Серия А.

## Успехи

### Национални
- Кампеонато Бразилейро Серия А (2): 1981, 1996
- Копа до Бразил (5): 1989, 1994, 1997, 2001, 2016
- Суперкопа до Бразил (1): 1990
- Кампеонато Бразилейро Серия Б (1): 2005
- Кампеонато Гаучо (38): 1921, 1922, 1926, 1931, 1932, 1946, 1949, 1956, 1957, 1958, 1959, 1960, 1962, 1963, 1964, 1965, 1966, 1967, 1968, 1977, 1979, 1980, 1985, 1986, 1987, 1988, 1989, 1990, 1993, 1995, 1996, 1999, 2001, 2006, 2007, 2010, 2018, 2019
- Рекопа Гауча (1): 2019

### Международни
- Копа Либертадорес (3): 1983, 1995, 2017
- Рекопа Судамерикана (2): 1996, 2018
- Междуконтинентална купа (1): 1983

## Легендарни футболисти
- Роналдиньо
- Марио Жардел
- Емерсон
- Макси Лопес
- Андерсон Чеко